# 刺客臭虫
刺客臭虫（Rhynocoris iracundus）是一种屬於獵蝽科的昆蟲。该物种由尼古劳斯·波达·冯·诺伊豪斯於1761年首次描述。在歐洲的許多地方都有刺客臭虫的足跡。